# 第二扎利夏

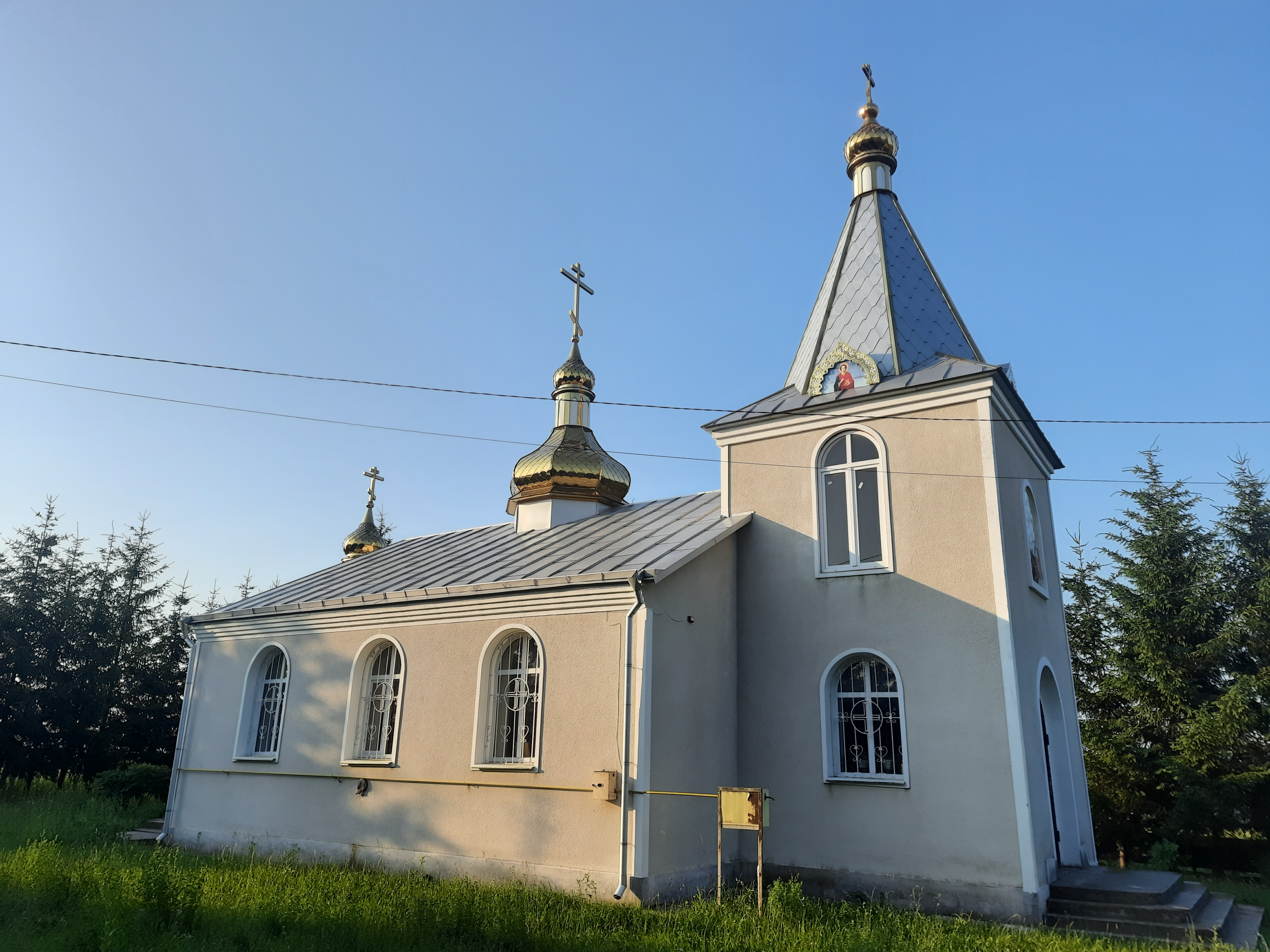
教堂

48°47′8″N 26°29′44″E / 48.78556°N 26.49556°E
第二扎利夏（烏克蘭語：Залісся Друге），是烏克蘭西部赫梅利尼茨基州卡緬涅茨-波多利斯基區胡门齐市镇内的村落。面積1.58平方公里，2001年人口666，人口密度每平方公里420.7人。